# ФК Ружомберок
ФК Ружомберок је словачки фудбалски клуб из града Ружомберока, који игра у Суперлиги. Основан међу првим клубовима 1906. године као 
„Rózsahegyi Sport Club“. Од тада десет пута је мењао име да би од 2003. узео данашње MFK Ružomberok. Године 2001. Ружомберок је први пут учествовао у неком од европских такмичења. То је било такмичење у УЕФА купу.
Највећи успех клуба је дупла круна из 2006. године и још један трофеј купа из 2024.

## Успеси
- Првенство Словачке
  - Првак (1): 2005/06.
  - Вицепрвак (1): 2021/22.
- Куп Словачке
  - Освајач (2): 2005/06, 2023/24.
  - Финалиста (4): 2000/01, 2017/18, 2019/20, 2024/25.

## ФК Ружомберок у европским такмичењима
| Сезона   | Такмичење          | Рунда                    | Клуб             | Домаћин | Гост | Укупно |
| -------- | ------------------ | ------------------------ | ---------------- | ------- | ---- | ------ |
| 2001/02. | УЕФА куп           | Квалификације            | Белшина Бабрујск | 3–1     | 0–0  | 3–1    |
| 2001/02. | УЕФА куп           | Прво коло                | Троа             | 1–0     | 1–6  | 2–6    |
| 2006/07. | УЕФА Лига шампиона | Друго коло квалификација | Јургорден        | 3–1     | 0–1  | 3–2    |
| 2006/07. | УЕФА Лига шампиона | Треће коло квалификација | ЦСКА Москва      | 0–2     | 0–3  | 0–5    |
| 2006/07. | УЕФА куп           | Прво коло                | Клуб Бриж        | 0–1     | 1–1  | 1–2    |
| 2017/18. | УЕФА лига Европе   | Прво коло квалификација  | Војводина        | 2–0     | 1–2  | 3–2    |
| 2017/18. | УЕФА лига Европе   | Друго коло квалификација | Бран             | 0–1     | 2–0  | 2–1    |
| 2017/18. | УЕФА лига Европе   | Треће коло квалификација | Евертон          | 0–1     | 0–1  | 0–2    |